# 二氟甲烷
二氟甲烷，是一種鹵代烴（化學式：CH2F2），也是卤代甲烷的一种。它是甲烷的四个氫原子中的两个被氟原子代替形成的化合物。

## 用途
二氟甲烷是一種擁有零臭氧損耗潛勢的制冷剂。

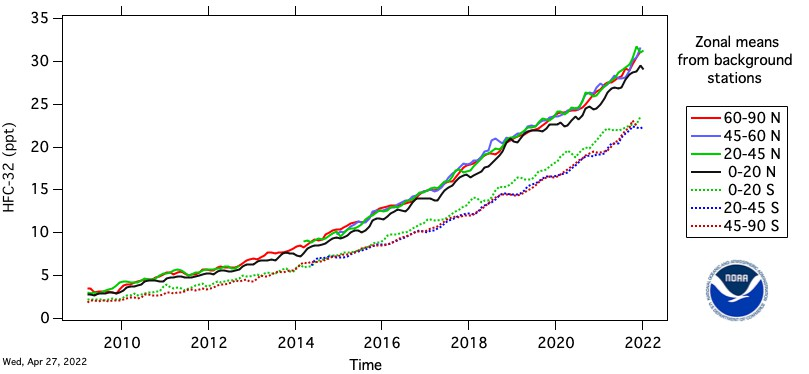
不同纬度地区大气二氟甲烷（HFC-32）浓度随时间变化曲线

二氟甲烷與五氟乙烷可生成一種恒沸混合物（稱為R-410A），用作新冷卻劑系統中氯氟碳化合物（亦稱為Freon）的代替物。
雖然二氟甲烷(R32冷媒)它是零臭氧損耗潛勢，但它的全球变暖潛能，以每100年時間為基礎，其潛能是二氧化碳的550倍。
相較之下，R-410A的全球变暖潛能更高，是二氧化碳的1725倍，與R-22相近。R32的GWP值較R410a減少了75%。

## 外部連結
- 二氟甲烷的可燃性（页面存档备份，存于）
- 二氟甲烷（页面存档备份，存于）
- 红外吸收光谱（页面存档备份，存于）